# Nadéjda (Sofia)
Pour l’article homonyme, voir Nadejda.
Nadéjda est un arrondissement de la ville de Sofia, capitale de la Bulgarie.

## Géographie et organisation
L'arrondissement Nadéjda constitue l'un des 24 arrondissement de la municipalité de Sofia. Il est situé dans la partie nord-ouest de la ville et comprend les quartiers de :
- Nadéjda I
- Nadéjda II
- Nadéjda III
- Nadéjda IV
- Iliyantsi
- Iliyantsi (zone industrielle)
- Lév Tolstoï
- Svoboda
- Trébitch
- Triagalnika-Nadéjda
- Voénna rampa
- Vrabnitsa

## Histoire
L'arrondissement de Nadéjda fait partie des nouveaux quartiers de Sofia, qui se sont développés au cours du 20ème siècle. Jusqu'à en 1906, le territoire de l'actuel arrondissement n'était constitué que d'une plaine d'altitude traversés par la route vers Lom et délimité à l'est par la voie de chemin de fer vers Mezdra et au sud par celle vers Niš en Serbie. 
Les premières maisons apparaissent en 1905-1906. Les premiers habitants sont des cheminots des ateliers ferroviaires de Sofia. En 1908, la population du hameau est d'environ 30-40 personnes. Celui-ci est appelé Nadéjda (qui signifie Espoir) en hommage à la soeur-benjamine du prince-héritier Boris. Le hameau se développe rapidement par l'installation d'autres ouvriers, d'artisans, de petits commerçants, d'agriculteurs et de petits employés.
Par décret n°522 du 18 décembre 1923, le hameau "Nadéjda est reconnu comme un village autonome et il est doté, à compter du 1er janvier 1924 il est doté d'une administration qui lui est propre. La forte augmentation de la population du village et de ses environs entraîne sa transformation, en septembre 1934, en municipalité qui inclut Nadéjda même ainsi que les villages de Vrabnitsa, Iliyantsi et Obélya. En 1936 les villages se séparent mais Nadéjda continue à exister en tant que commune.
En avril 1938, une loi créée la Grande commune de Sofia : Nadéjda est intégrée à celle-ci.

## Accès
L'arrondissement de Nadéjda est traversé par plusieurs axes routiers et ferroviaires.
Le boulevard Rojén relie l'arrondissent au centre et à la gare de Sofia tandis que le boulevard Istaria slaviano-balgarska le relie au nord-est de la ville. À partir du rond-point situé à l'entrée est de l'arrondissement partent deux grandes voies de circulation : la route de Lom qui traverse le quartier de Nadéjda en direction du nord-ouest et le boulevard Rojén qui se dirige vers le nord et le défilé de l'Iskar qui traverse le massif du Grand Balkan.
Depuis la gare-centrale de Sofia part une voie-ferrée en direction de l'ouest, qui se sépare en deux branche à l'entrée de Sofia : l'une part vers le sud de la Serbie tandis que l'autre part en direction du défilé de l'Iskar vers le nord-ouest de la Bulgarie. L'arrondissement est relié au centre de Sofia par la ligne M2 du Métro de Sofia.